# Случайность
Случа́йность — результат вероятного и непредсказуемого события; проявление неотъемлемого дополнения к законам необходимости.
Представления о случайности зародились при самых первых попытках осознания человеком своего бытия и стали неизбежными при объяснении поведения человека, его судьбы. С понятием случайности связан вопрос о свободе воли человека, издавна занимавший различных мыслителей. Отрицание случайности неизбежно приводило к фатализму, представлению о предопределённости всего происходящего в мире.

## Случайность в естествознании
Первоначально научное естествознание отторгало случайность, а неоднозначность и неопределённость рассматривались как неполное выражение знаний об исследуемых объектах — господствовал детерминизм. Так, Поль-Анри Гольбах писал: «Ничего в природе не может произойти случайно; всё следует определённым законам; эти законы являются лишь необходимой связью определённых следствий с их причинами... Говорить о случайном сцеплении атомов либо приписывать некоторые следствия случайности — значит говорить о неведении законов, по которым тела действуют, встречаются, соединяются либо разъединяются».
Но затем, начиная с XIX века, стали разрабатываться статистические теории, которые основывались на идеях и методах теории вероятностей. Первыми материальными системами, исследуемыми в рамках статистических теорий, были газы (см. Термодинамика). Движения элементов (молекул газа) в таких системах относительно независимы и равноправны.
Понятие о случайности, основанное на статистических представлениях, получило дальнейшее развитие в XX веке в ходе разработки квантовой теории. Согласно квантовой механике, процессы, происходящие в рамках атомов, являются принципиально случайными.
В естествознании появилось представление о точках бифуркации — тех моментах, когда какие-либо системы в ходе своих внутренних изменений и усложнений приобретают черты крайней неустойчивости, что с необходимостью приводит к качественным преобразованиям. В такие переломные моменты открываются разнообразные пути таких качественных преобразований. В точках бифуркации наблюдается своего рода царство случайности.

## Случайность в истории
В непредвиденных и непредсказуемых случайностях историки часто видят причину постоянного существования возможности иного развития исторических событий, альтернативного произошедшему или ожидаемому (см. также статью Альтернативная история).
По этому поводу Карл Маркс писал: «история носила бы очень мистический характер, если бы случайности не играли никакой роли. Эти случайности входят, конечно, и сами составной частью в общий ход развития, уравновешиваясь другими случайностями». Фридрих Энгельс писал: «Люди сами делают свою историю, но до сих пор они делали её, не руководствуясь общей волей, по единому общему плану, и даже не в рамках определённым образом ограниченного, данного общества. Их стремления перекрещиваются, и во всех таких обществах поэтому господствует необходимость, дополнением и формой проявления которой является случайность. Необходимость, пробивающаяся здесь сквозь все случайности, — опять-таки в конечном счёте экономическая. Здесь мы подходим к вопросу о так называемых великих людях. То обстоятельство, что такой и именно вот этот великий человек появляется в определённое время в данной стране, конечно, есть чистая случайность. Но если этого человека устранить, то появляется спрос на его замену, и такая замена находится более или менее удачная, но с течением времени находится».
Британский историк и методолог Л. Стоун связывал большую роль исторической случайности с тем, что историку приходится иметь дело с «таким странным, непредсказуемым и иррациональным созданием, как человек».

## Случайность в буддизме
Учение Будды категорически отрицает существование случайностей и чудес. Буддисты считают, что случайности в принципе невозможны, потому что всё в Мироздании сплетено в единый клубок причинно-следственных связей, которые влияют на судьбу всего чувствующего. Всё, что происходит, всякое, даже самое ничтожное событие, — всё закономерно и находит отражение в реальности, будучи «калькой» из прошлых перерождений. И хотя в конечном итоге человек сам управляет своей судьбой, условия его перерождения (которые всецело зависят от деяний в прошлых перерождениях) фактически предопределяют его настоящее существование. Буддизм учит, что всё имеет свою причину и своё следствие, — поэтому случайности и чудеса невозможны в принципе.

## Случайность в философии
Случайность и необходимость в философии диалектического материализма являются философскими категориями, отражающими два вида объективных связей явлений материального мира, взаимно связанными и не существующими друг без друга диалектическими противоположностями. Необходимость, определяющая законы природы и общества, принимает случайность как форму своего проявления.

## Применение случайности
- Выборы по жребию, жеребьёвка;
- Лотерея, различные азартные игры;
- Использование случайных чисел в криптографических протоколах;
- Рандомизированное контролируемое испытание в медицине.